# Camille Polfer
Camille Polfer (Namur, 21 de novembre de 1924 - Ciutat de Luxemburg 13 de març de 1983) va ser un professor i polític luxemburguès membre del Partit Democràtic. Va ocupar el càrrec d'alcalde de la ciutat de Luxemburg de 1980 a 1981.

## Biografia
Nascut a Namur, al sud de Bèlgica, de pares luxemburguesos, Polfer va rebre la seva educació primària a França, i la secundària a Echternach, a Luxemburg. Va estudiar a la Universitat de Nancy, on va obtenir el títol de professor d'educació física. Va ensenyar al Liceu de nois d'Esch-sur-Alzette a partir de 1950 fins a 1959. Va ser transferit al 'Liceu de nois de Luxemburg, on va romandre fins al 1969, quan va reemplaçar a René Van Den Bulcke com a comissari d'esports.
Polfer va entrar al consell de l'ajuntament de la ciutat de Luxemburg com a regidor del Partit Democràtic el 1969. Es va convertir en alcalde de la ciutat de Luxemburg el 1980. Tanmateix, a causa del deteriorament de la seva salut, Polfer es va veure obligat a dimitir després de dos anys al càrrec. Va ser substituït com a alcalde de la ciutat per la seva filla, Lydie, que va continuar al càrrec fins a 1999. Lydie ha passat a ser un dels polítics més importants de Luxemburg, servint com viceprimer Ministre i Ministre de Relacions Exteriors (1999-2004).
Polfer va morir un any després de la seva sortida de l'ajuntament, a l'edat de 58.